# Hebenstrecija
Hebenstrecija (lat. Hebenstretia), biljni rod iz porodice Scrophulariaceae (strupnikovke), dio je tribusa Limoselleae, potporodica Scrophularioideae. 
Postoji 24 priznatih vrsta iz tropske i Južne Afrike. Tipična vrsta je Hebenstretia dentata, grm raširen po južnoj i tropskoj Africi. Jedna vrsta je osjetljiva (Hebenstretia dregei) 

## Etimologija
Rod Hebenstretia je dobio ime po Johannu Hebenstreitu (1720.-1791.), profesoru medicine u Leipzigu i St. Petersburgu.

## Opis
Uglavnom jednogodišnje i višegodišnje biljke, često polugrmovi.

## Vrste
1. Hebenstretia angolensis Rolfe
2. Hebenstretia anomala Roessler
3. Hebenstretia comosa Hochst.
4. Hebenstretia cordata L.
5. Hebenstretia dentata L.
6. Hebenstretia dregei Rolfe
7. Hebenstretia dura Choisy
8. Hebenstretia fastigiosa Jaroscz
9. Hebenstretia glaucescens Schltr.
10. Hebenstretia hamulosa E.Mey.
11. Hebenstretia integrifolia L.
12. Hebenstretia kamiesbergensis Roessler
13. Hebenstretia lanceolata (E.Mey.) Rolfe
14. Hebenstretia minutiflora Rolfe
15. Hebenstretia namaquensis Roessler
16. Hebenstretia neglecta Roessler
17. Hebenstretia oatesii Rolfe
18. Hebenstretia paarlensis Roessler
19. Hebenstretia parviflora E.Mey.
20. Hebenstretia ramosissima Jaroscz
21. Hebenstretia rehmannii Rolfe
22. Hebenstretia repens Jaroscz
23. Hebenstretia robusta E.Mey.
24. Hebenstretia sarcocarpa Bolus ex Rolfe